# Осада Жироны (1684)
Осада Жироны 20—25 мая 1684 была предпринята французской армией маршала Бельфона в ходе войны присоединений.

## Начало осады
Вторгшаяся в Каталонию в мае 1684 года 15-тысячная французская армия маршала Бельфона направилась к Жироне. Испанские части вице-короля князя де Бурнонвиля пытались помешать французам перейти через Тер, но 12 мая были разбиты в бою на переправе у Понт-Майора, после чего князь увёл кавалерию в Остальрик, а пехота отступила в Жирону, находившуюся в полулье от места сражения.
Бельфон принял решение осадить город, хотя и не располагал достаточными для такого предприятия ресурсами. 17 мая, завершив переправу, его части продвинулись до Куарта и Пальоля, расположенных менее чем в часе пути от Жироны. В Пальоле была размещена пехота и более тысячи кавалеристов, а отряд генерала Кальво занял Палау.
Бурнонвиль оставил руководить обороной города генерала артиллерии Доминго Пиньятелли, сержанта баталии (генерал-майора) Карлоса де Сукре и генерал-лейтенанта кавалерии Агустина де Медину. Генеральными комиссарами были Габриель де Корада и Мануэль дель Пуэйо. В Жироне находилось некоторое число всадников и вся собранная князем пехота, которую возглавляли кампмейстеры Томас Ариас, Антонио Серрано, Манрике де Норонья, Мигель Маскарель, Хоакин Гринцау, старший сержант Хуан Бальяро, командовавший терсио Депутации в отсутствие кампмейстера, и барон де Бек, полковник немцев.
Ранним утром 20 мая французы начали осадные работы в районе Санта-Эухении, а на рассвете следующего дня, в Пятидесятницу, приблизились на расстояние пистолетного выстрела к бастионам Санта-Клары и Губернатора. Испанская кавалерия предприняла вылазку, надеясь помешать продвижению неприятеля, но была отражена с потерями.
В ночь на 22 мая французы открыли траншею, установили брешь-батареи и в четыре тридцать утра открыли огонь по участку стены между равелинами Губернатора и Санта-Клары. Обстрел продолжался до темноты и возобновился утром 23-го. Восемь орудий (от 20 до 36-фунтовых) производили по шесть выстрелов в час, проделав две значительные бреши.
По сведениям испанцев, французская артиллерия 22—24 мая произвела более двух тысяч выстрелов, из которых более пятисот по самому городу, нанеся значительный ущерб постройкам, в том числе монастырю Сан-Франциско-де-Асис. Осаждённые считали настоящим чудом, что при обстреле погибли всего два человека: один гражданский, решивший понаблюдать за действием вражеской артиллерии, забравшись на стену, по которой французы открыли огонь — при первых же выстрелах камни парапета, на который он опирался, рухнули и увлекли любопытствующего за собой — и один солдат, которому оторвало ногу, от чего он вскоре скончался. Несколько человек были легко ранены. Испанцы приписывали это чудо Святому Нарциссу.

## Оборона испанцев
Испанцы наскоро возвели позади брешей временные укрепления из земли и камней. В бастионе или равелине Санта-Клары было размещено терсио Депутации кампмейстера Рамона де Кальдерса, подразделения терсио Манрике де Нороньи под командованием капитана Педро де Кинтанадуэньяса, и терсио Мартина де Гусмана с капитаном Кастельяносом, и пятнадцать всадников с альфересом (прапорщиком). Кампмейстеры Манрике де Норонья, Антонио Серрано, Томас Ариас Пачеко, Хоакин Гриман, терсио Мартина Гусмана, немецкий полк барона Кристиана де Бека и отряд кавалерии заняли позицию в районе прорыва: генерал Доминго Пиньятелли укрепился в горнверке на их правом фланге, а на левом расположился губернатор крепости Карлос де Сукре.
На стене Сан-Франциско-де-Паула, между равелинами Сан-Нарцисо и Санта-Клары, находились рота студентов со своими капитаном и офицерами под командованием Фансиско Вилы и несколько рот городского полка. Городское терсио Барселоны занимало равелин Сан-Франсиско, другие части обороняли равелины Фигуэролас и Санта-Крус. В Монжуике, Кондестабле и других горных фортах были оставлены только стража и небольшие конные отряды.
Башню Херонельи оборонял епископ со своим церковным и регулярным полком, бастион Саррачинас занял пехотный отряд капитана Алонсо де Оливеры, в башне Сан-Педро закрепились десять или двенадцать священников. Кампмейстер Мигель Маскарель защищал ворота Санта-Марии (позднее Французские) и их равелин. Площадь Сан-Педро занимали генеральный комиссар Габриель де Корада с капитаном Мартином де Виудой. Генерал-лейтенант Агустин де Медина с остальной кавалерией занял площадь Сан-Франсиско. На Пласа-де-Армас и у городской больницы разместились батальоны генерального комиссара Мануэля дель Пуэйо.

## Штурм
Около семи часов вечера 24 мая Бельфон послал к воротам барабанщика с требованием сдать крепость в течение часа и угрожая, что в противном случае начнёт общий штурм и перебьёт всех защитников, за исключением женщин и детей, если те укроются в храмах. Не получив ответа до конца дня, маршал послал нового парламентёра, но к тому времени испанцы решили принять бой.
Французская артиллерия произвела четыре выстрела со стороны Монжуика, обозначив направление ложной атаки, а пятый выстрел стал сигналом к общему штурму. Девять полков общей численностью более пяти тысяч человек яростно атаковали равелины Санта-Клары, Губернатора и Санта-Крус, взяв которые, подошли к Фигуэроласу, которым также овладели, перебив защитников. Некоторым испанцам удалось спастись, притворившись мёртвыми. Французы пытались закрепиться в равелине, соорудив завал из фашин и трупов, чтобы защититься от гранат, которые осаждённые метали с крепостных стен, но затем были вынуждены отступить.
По словам испанцев, студенты, занимавшие позицию рядом с фонтаном и статуей Святого Нарцисса, вели сильный аркебузный огонь по французам, занявшим бастион Санта-Клары, а затем, воодушевившись, начали кричать о победе и славить Испанию и святого, чем якобы сильно смутили вражеских солдат, «потому что те были еретиками». Испуганные французские солдаты пытались покинуть бастион, застряли в воротах, «многие преклонили колени» перед стоявшими на стене защитниками. Воспользовавшись их замешательством, испанцы контратаковали и отбили бастион.
Штурм бреши французы и испанцы описывают по-разному. По словам жиронского хрониста Хирбаля, французский авангард шёл тремя линиями: первая была в латах и вооружена мечами, вторая боевыми топорами, в третьей наступали гренадеры, за которыми следовали пять тысяч пехотинцев. Только сорока пяти или немногим более удалось пройти брешь, а знаменосец даже достиг рва, но все они были немедленно убиты защитниками, занявшими позиции на стене и в проломе. Французы трижды шли в атаку, а на некоторых участках до пяти раз, но везде были отбиты с большими потерями.
Севен де Кенси пишет, что солдаты по грудь в воде форсировали внешний ров, поднялись на брешь, за которой им пришлось прыгать во внутренний ров, также наполненный водой, но более узкий, чем первый. Затем атакующие наткнулись на нечто вроде болота, питаемого ручьём, через который были переброшены доски для переправы. Бросившиеся по ним солдаты наступали на замаскированные железные шипы, протыкавшие им ступни. Ретраншементы противника находились по сторонам от бреши и прямо позади неё, и защитники крепости вели оттуда сильный огонь, но французы взяли эти укрепления и продвинулись до одной из площадей, где обнаружили вооружённый народ и несколько эскадронов кавалерии, после чего «храбрость уступила силе». Утомлённые четырёхчасовым сражением (бой продолжался с восьми вечера до полуночи) атакующие не смогли противостоять свежим силам противника и, не сумев закрепиться на занятых позициях, были выбиты из укреплений.

## Итоги
Французы потеряли убитыми и ранеными более трёх тысяч человек, в том числе триста офицеров, и десять знамён, в том числе штандарт Фюстембергского полка, до этого считавшегося «непобедимым». Потери осаждённых превышали шесть сотен. Раненый подполковник фюрстембержцев, отдавая должное защитникам Жироны, признался, что за сорок лет службы ни разу не сталкивался с такой упорной обороной.
Маршал Бельфон запросил о шестичасовом перемирии, чтобы убрать трупы и вывезти раненых, но этого оказалось недостаточно, и срок дважды продлевали, в результате чего французы потратили весь четверг 26-го, хороня своих мертвецов. Армия начала разбредаться по окрестностям и дезертировать, и командующий перевёл её в Санта-Эухению, где приказал повесить двух немецких капитанов, чтобы помешать переходу наёмников на сторону противника. Уходя из Санта-Эухении на другой берег Тера, Бельфон 30-го потребовал выделить из состава гарнизона Жироны отряд для охраны оставленных там в большом количестве раненых и больных. Хирбаль полагает, что в общей сложности французы могли потерять в этой неудачной операции около трети своей армии.
Утром 31 мая для усиления гарнизона в Жирону прибыли итальянское пехотное терсио Томаса Каснетти, численностью около трёхсот сорока человек, и кавалерийский отряд. Французы покинули Понт-Майор, двинувшись берегом Тера на восток в направлении Вержеса и Сан-Педро-Пескадора. Через несколько дней в город прибыли Бурнонвиль и генерал кавалерии маркиз де Леганес, разбившие лагерь по дороге в Касса-де-ла-Сельва.
17 июня с наступлением сумерек маркиз выступил со своими драгунами и микелетами, и на рассвете обрушился на стоявший в Баскаре французский гарнизон, насчитывавший примерно сотню человек. После короткого боя испанцы взяли это поселение и вернулись в Жирону с пленными.
Бельфон, стоявший в Ампурдане с 11 тысячами солдат, продолжал представлять серьёзную угрозу для Барселоны, так как Мадридский двор не располагал средствами для усиления армии Бурнонвиля и тот не мог перейти к активным действиям. 26 июня после короткой осады французы овладели Кадакесом, и под ударом оказались Росас и Кампродон, падение которых означало потерю испанцами Северной Каталонии. 29 июля между Францией и Испанией был заключён Регенсбургский договор о двадцатилетнем перемирии, после чего Бельфон свернул наземные операции, продолжив только морскую блокаду Росаса, а 31 августа направил Бурнонвилю статьи соглашения, предлагая прекратить военные действия. Признавая, что мужество защитников Жироны спасло Каталонию от угрозы французской аннексии, Карл II указом от 12 декабря натурализовал их в Кастильском королевстве.
Севен де Кенси подводит итоги неудачной осады следующим образом: «Заметим, что Жирона выдержала двадцать три осады и атакующим ни разу не удалось ни взять её, ни проникнуть внутрь: в самом деле, хотя вся Каталония бывала захвачена, никогда не получалось овладеть этой крепостью; жители считали чудом, что король всё это прекратил, завоевав её два раза (…), первым это сделал месье маршал де Ноай, вторым герцог де Ноай, его сын».